# Boulevard Joseph Tirou
Le boulevard Joseph Tirou est un boulevard important de Charleroi qui va de la place des Tramways à l'Ouest au Pont de Philippeville à l'Est.

## Histoire

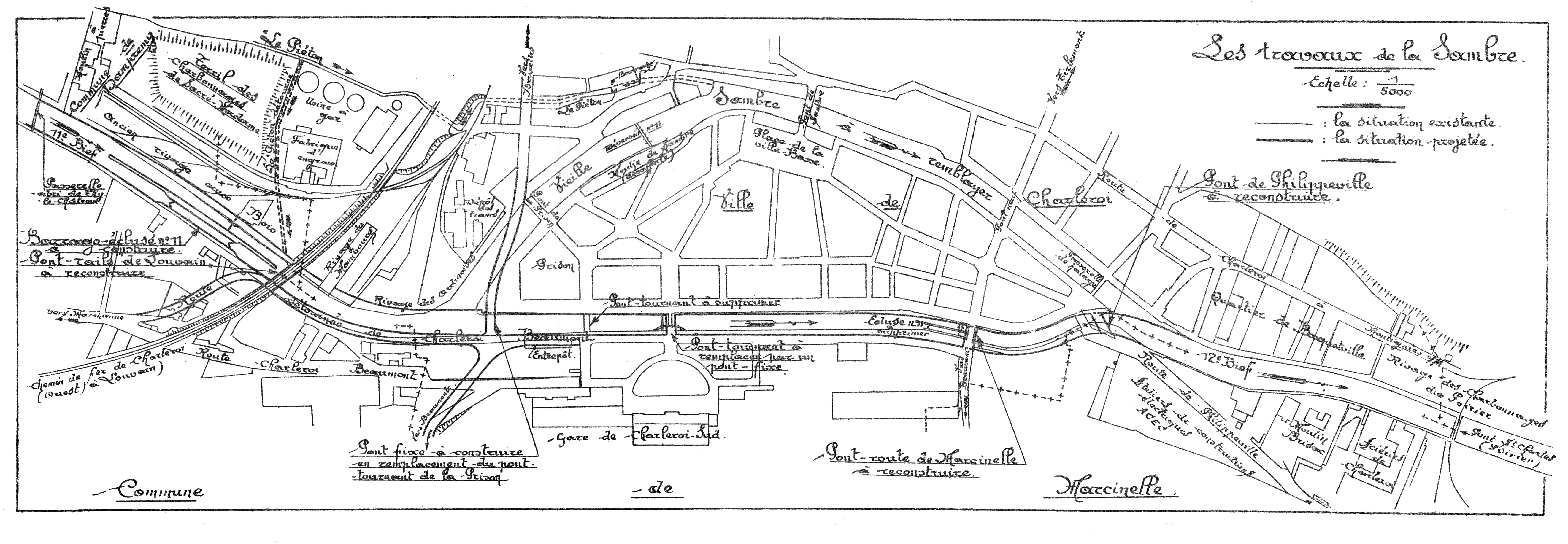
Les travaux de la Sambre. Plan fin des années 1920.

Le boulevard se situe à l'emplacement d'un bras de la Sambre qui était notamment enjambé par le pont de Sambre qui reliait les actuelles rue Pont de Sambre et place Verte. Le projet de remblayer le lit de la rivière pour y créer une nouvelle artère date du début des années 1930.
Au fil du temps, le transport de marchandises augmente. Traverser le centre de Charleroi est cependant malaisé pour les péniches. Un contournement est alors réalisé devant la gare de Charleroi-Sud, tel qu'on le connaît aujourd'hui. Dès 1829, le lit naturel, qui traversait les fortifications, est délaissé.
Le comblement de la rivière commence en 1931 et est interrompu par la guerre.
Le projet d'urbanisation du boulevard sera réalisé par Joseph André et Marcel Leborgne.
Ce dernier y construit également le Garage du Moulin, tandis que son confrère Joseph André réalise, entre autres, les Colonnades, galeries créant la transition entre le boulevard et la place Albert Ier.
Le boulevard est inauguré le 11 octobre 1948 et reçoit le nom du bourgmestre en fonction de la ville de Charleroi, Joseph Tirou.

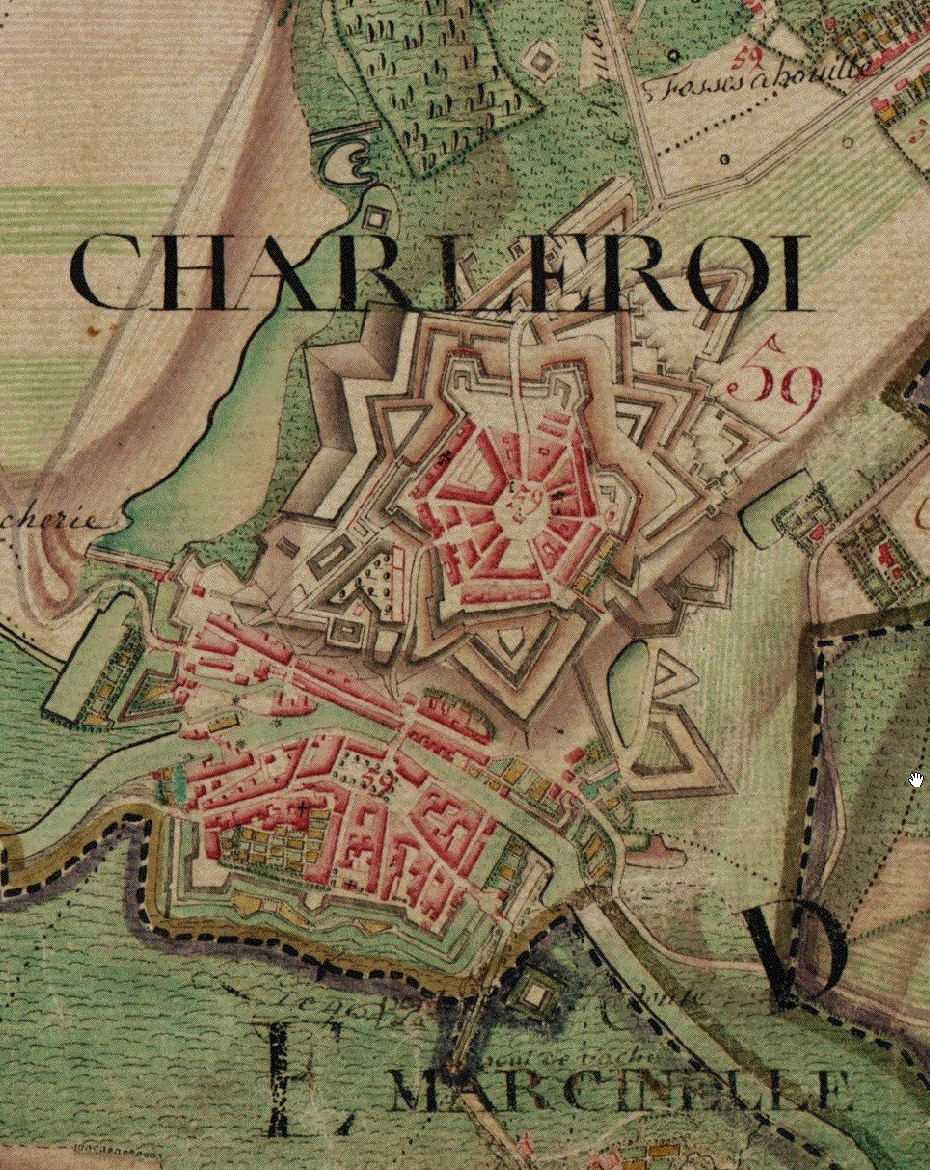
La Sambre traversant Charleroi sur la carte de Ferraris (1770 - 1778).
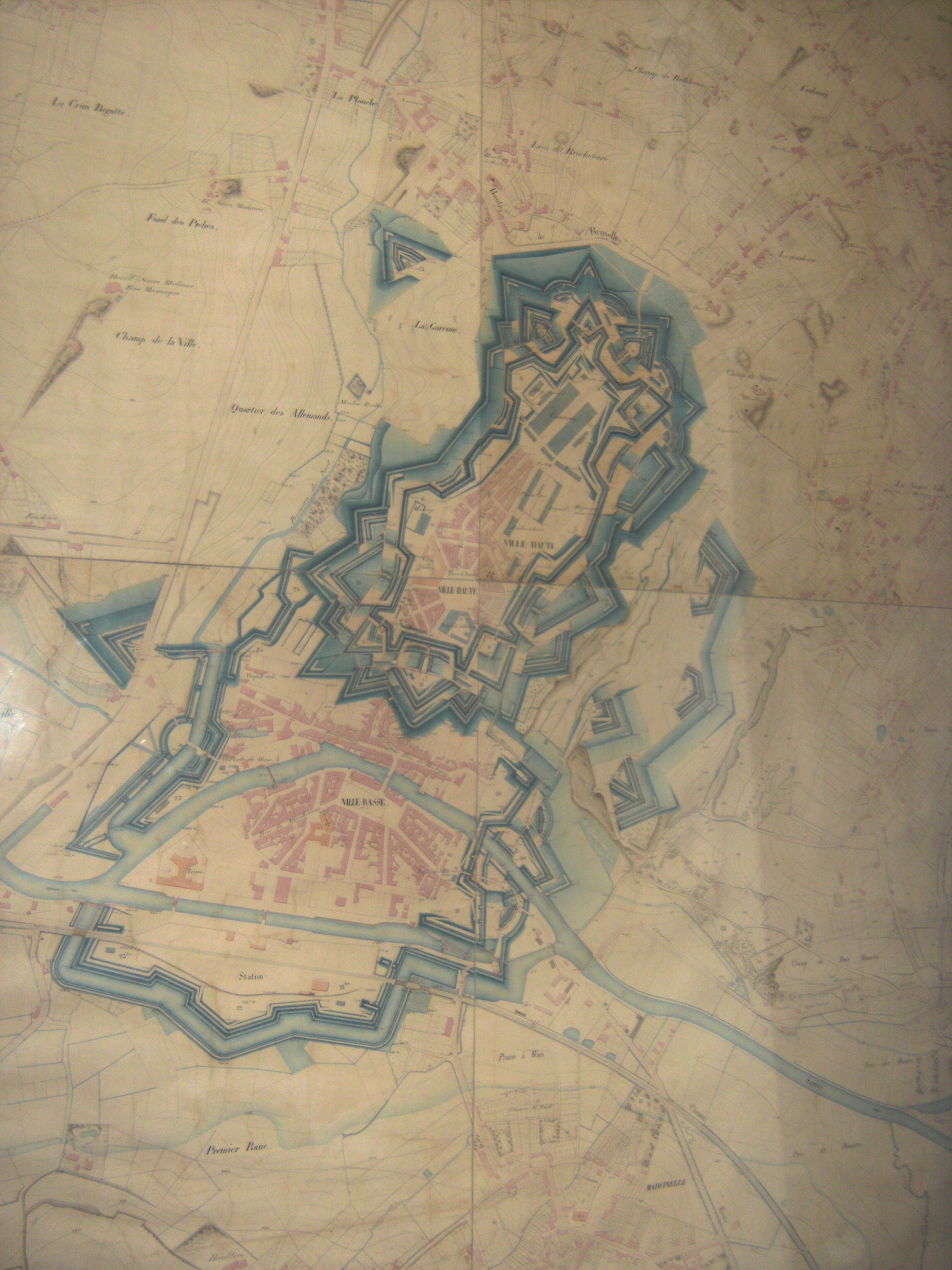
Plan de la forteresse hollandaise vers 1854-1855. Un canal coupe le méandre de la Sambre qui deviendra le boulevard Tirou.
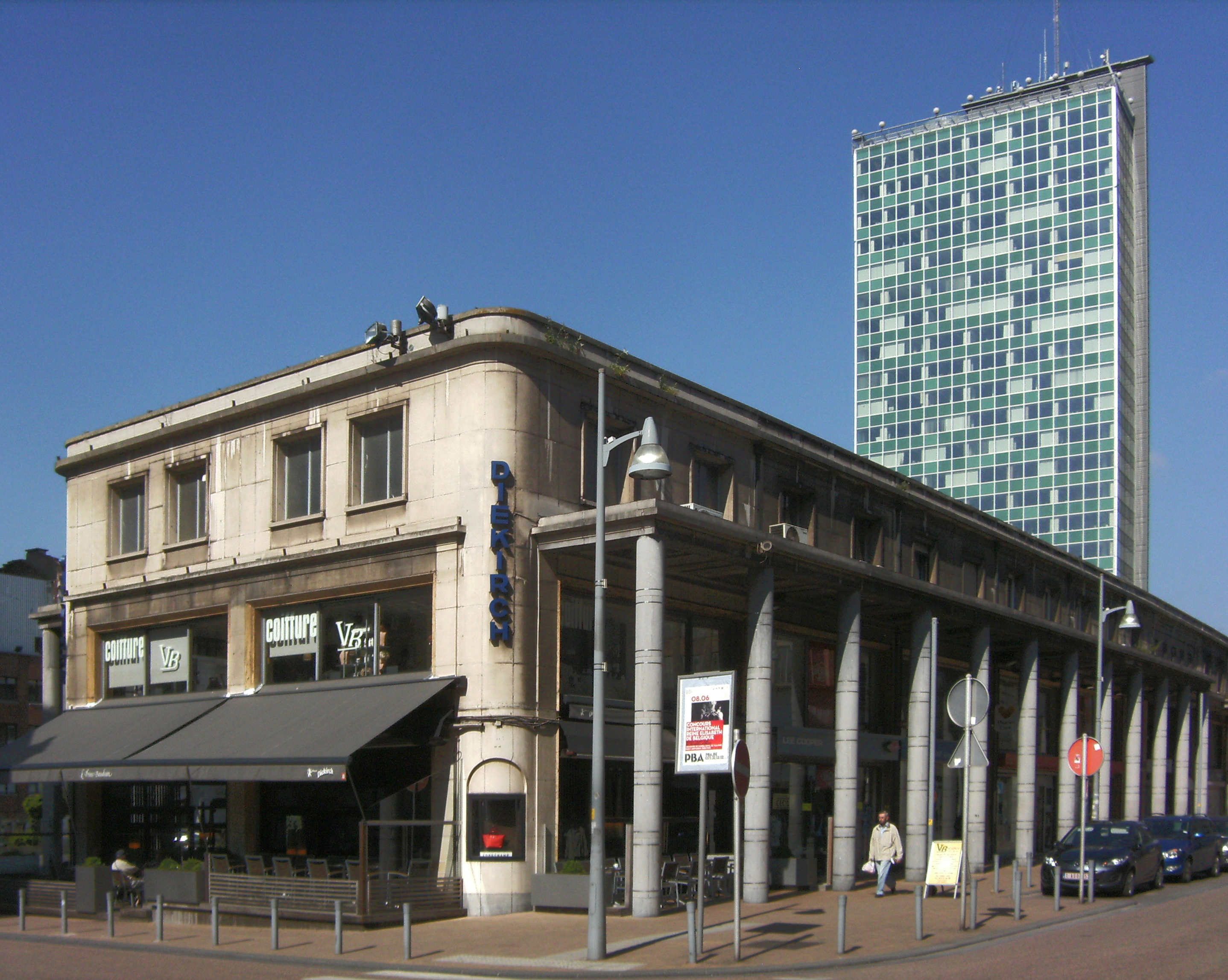
Colonnades par Joseph André.
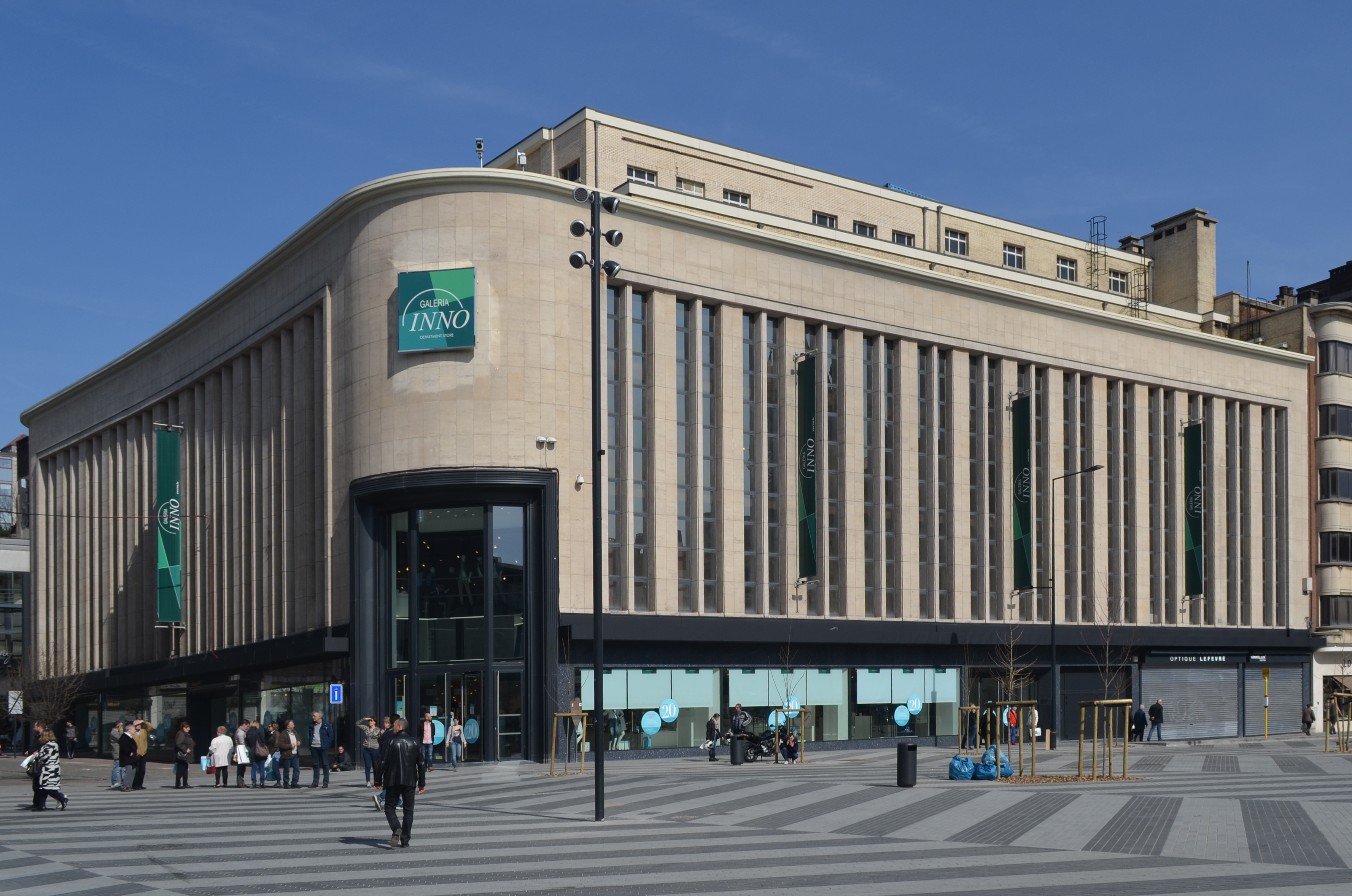
Grand magasin Galeria Inno (anciennement À l'Innovation) construit en 1951 par les architectes Jean-Marie Plumier et André Dautzenberg.
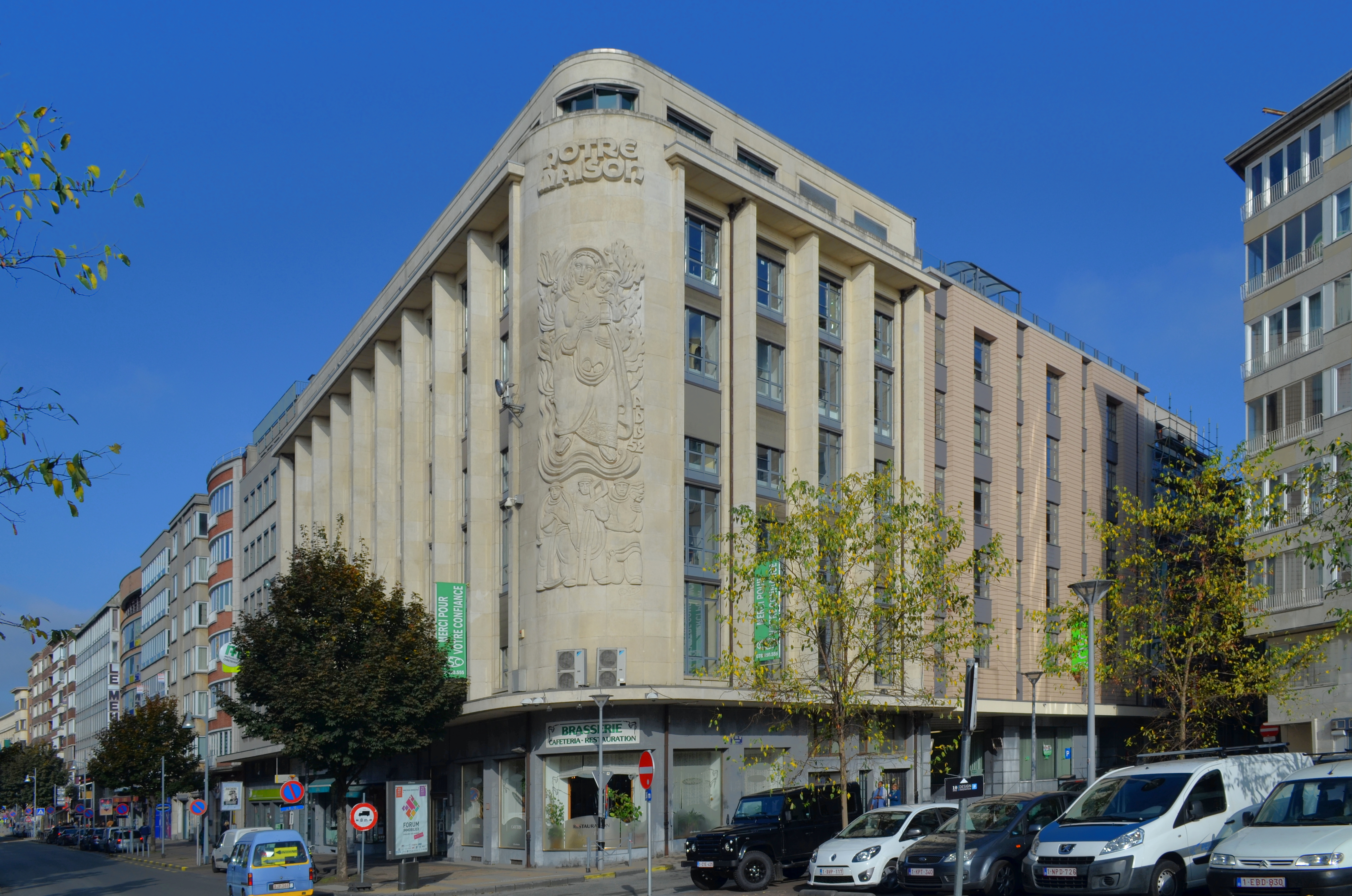
Notre Maison (1950) par Simon Brigode et Jules Laurent. Bas relief par Harry Elstrøm.